# Otto Olsen
Otto Olsen (noruec: Otto Martin Olsen)  (Østre Aker, 13 de desembre de 1884 - Christiania, 13 de gener de 1953) fou un tirador noruec, guanyador de vuit medalles olímpiques a la dècada del 1920.

## Biografia
Va néixer el 13 de desembre de 1884 a la ciutat d'Østre Aker, població situada a pocs quilòmetres d'Oslo. Va morir en aquesta ciutat el 13 de gener de 1953.

## Carrera esportiva
Va participar, als 35 anys, en els Jocs Olímpics d'Estiu de 1920 realitzats a Anvers (Bèlgica), on va participar en nou proves i aconseguí cinc medalles olímpiques: la medalla d'or en les proves de rifle militar 3 posicions (300 metres individual), tir al cérvol (tret simple) i tir al cérvol (tret simple per equips), i la medalla de plata en les proves de Rifle lliure 3 posicions (300 metres per equips) i rifle militar (300–600 metres per equips). En els Jocs Olímpics d'Estiu de 1924 realitzats a París (França) participà en cinc proves, aconseguint guanyar la medalla d'or en la prova de tir al cérvol (tret simple per equips), la medalla de plata en la prova de tir al cérvol (tret doble per equips) i la medalla de bronze en la prova de tir al cérvol (tret simple individual).